# Tornado di Pasqua di Omaha

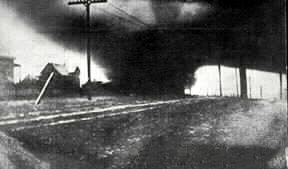

Il tornado di Pasqua di Omaha colpì la città di Omaha, Nebraska alle ore 18:00 circa del 23 marzo 1913. Un'enorme perturbazione atmosferica generatrice di tornado si diresse velocemente attraverso il Nebraska, e sopra la prosperosa città di Omaha. Il fronte della tempesta fu riportato essere lungo 64 km e largo da 400 a 800 m, e comprendeva 8 distinti tornado.
La domenica di Pasqua ad Omaha iniziò sotto un cielo nuvoloso. C'era minaccia di pioggia, ma non piovve mai sulla città, e a mezzogiorno il cielo si schiarì come quando il sole spunta dalle nubi. Nel pomeriggio il cielo si scurì di nuovo quando un enorme sistema temporalesco si spostò nell'area dal Nebraska occidentale. La perturbazione portò la neve sui Colorado Rockies e venti forti a Denver la domenica mattina.
Alle 17:20 il primo tornado della tempesta colpì appena fuori da Craig, viaggiando in Iowa senza causare danni gravi. Un secondo tornado arrivò, alle 17:30 circa, vicino Ithaca, causando le prime distruzioni del giorno quando passò attraverso Yutan. Seguirono altri due tornado rurali.
Alle 17:45 un tornado toccò terra vicino a Kramer; poi si spostò a nordest e giunse alle porte di Omaha alle 18:00 circa.
Il tornado di Omaha seguì il percorso del torrente Little Papillion quando entrò nella città. Esso si spostò attraverso il lato occidentale della città lungo la ferrovia Missouri Pacific, distruggendo le piccole casette degli operai in quell'area. Il tornado fu così potente che i vagoni d'acciaio del treno vennero poi trovati perforati dal legname delle case distrutte.
Poco dopo la tromba d'aria che raggiunse Dewey Avenue era larga cinque isolati. Arrivata a Farnam Hill essa seguì una piccola valle attraverso questa zona. Anche le case più grandi di Farnam non ebbero scampo al vento, e molte furono distrutte. Altre furono poi ritrovate tagliate a metà, con i tubi e le travi penzolanti per aria.
Nella 24ª strada e Lake street una grande folla stava assistendo ad uno spettacolo al cinema Diamond Moving; il tornado abbatté l'edificio. Altre strutture in mattoni di questo quartiere commerciale finirono così, e molte persone perirono qui più che in altre parti di Omaha.
Un tram che percorreva la 24^ strada incontrò il tornado vicino a questa zona; grazie alla pronta azione del conducente Ord Hensley tutti i passeggeri sopravvissero.
Il tornado, di forza 4, rasentò il centro della città e si spostò sul fiume Missouri fino a Council Bluffs; a questo punto stava perdendo forza, e sebbene Council Bluffs riportò dei danni, essa scampò la distruzione che colpì Omaha.
L'unico preavviso che si ebbe fu un improvviso e forte abbassamento della pressione atmosferica e della temperatura. Pochi ebbero il tempo di cercare riparo. 153 persone perirono, 115 a Omaha, e 400 rimasero ferite. In conseguenza del tornado, un fronte freddo si spostò in Omaha e causò ulteriore miseria, perché i senzatetto lottarono per sottrarsi alla neve.
2.000 case, soltanto ad Omaha, furono distrutte, con danni per 8 milioni di dollari. La stessa perturbazione che colpì il Nebraska creò anche un'enorme tempesta di polvere a Topeka, Kansas. Domenica notte si formò un altro micidiale tornado a Terre Haute, Indiana, uccidendo 50 persone. Il lunedì e martedì la tempesta causò piogge intense nel Midwest verso il nord di New York, provocando allagamenti molto estesi.

## Recupero
In modo rimarchevole, gli operatori nell'edificio Webster Telephone Exchange nella 22ª strada e Lake Street non lasciarono le loro postazioni neanche durante o dopo il tornado. Il palazzo fu usato come un'infermeria per i feriti, con medici e infermiere provenienti dalla zona ospedaliera. Le truppe dell'esercito americano di Fort Omaha vi stabilirono il quartier generale, e i soldati pattugliarono la zona contro i saccheggi e per offrire assistenza.
I danni enormi causati dal tornado suggerirono nuove tecniche d'ingegneria atte a creare un edificio a prova di tornado; il primo di essi fu il palazzo della banca First National di Omaha, fabbricato nel 1916; esso aveva 14 piani e fu costruito a forma di "U".